# Rozzo
Rozzo (AFI: /ˈrɔttso/; in croato Roč) è un insediamento di 154 abitanti della Croazia, frazione del comune di Pinguente, nella Regione Istriana.
È a circa 50 km a sud-est da Trieste lungo la strada verso Fiume.

## Storia
Rozzo viene considerato un paese piuttosto che un villaggio per via delle sue testimonianze storiche. Il nome Rozzo deriva dal celtico Roz (il toponimo "Roc" è molto diffuso in vaste zone dell'area culturale celtica). L'area in cui si trova Rozzo (l'Istria nord-orientale) fece parte del limite meridionale della diffusione della civiltà celtica verso l'Adriatico. I Romani lo chiamarono Castrum Rotium, forse anche in analogia con la parola latina "roteus", che significa "luogo recintato".

In epoca medievale, il suo nome fu per la prima volta menzionato in un documento scritto del 1064, come Rus. Da quella data e fino al 1209 Rozzo fu sotto il dominio del Margravio (o Marchese) d'Istria, per poi essere parte dei domini del Patriarcato di Aquileia. A partire dal 1420 e fino alla caduta della Repubblica di Venezia Rozzo rimase Comune veneto e cardine delle difese veneziane contro gli Austriaci. Successivamente fece parte del Regno d'Italia napoleonico, delle Province Illiriche ed infine dell'Impero d'Austria fino alla caduta di questo nel 1918. Dal 1918 al 1943 fece parte dello Stato Italiano, poi dell'Adriatisches Küstenland fino al 1945. Fu  assegnato alla Repubblica di Jugoslavia con il Trattato di Pace di Parigi del 1947.

## Monumenti
Il paese di Rozzo è stato dichiarato dalle autorità un importante sito culturale poiché si sono ben conservati diversi monumenti e cimeli. Le attuali mura del paese, con due porte, furono erette dai Veneziani nel 1421. L'androne della torre Nord ospita un lapidario romano, con numerose iscrizioni in latino delle famiglie Prisca, Petronia e Flaminia, ed una bombarda veneziana del XVI secolo. A Rozzo si sono conservate le chiese di Sant'Antonio (tardo-gotica) del XIV secolo (costruita su una chiesa molto più piccola del VI secolo), quella romanica di San Rocco ed il Duomo tardo-gotico di San Bartolomeo, restaurato nel 1494 e poi rimaneggiato nel 1746 e nel 1765 con modifiche in stile barocco.

## Società

### Composizione linguistica
Fino alla seconda guerra mondiale, gli abitanti di Rozzo erano in maggioranza italiani, con una piccola comunità croata (principalmente concentrata al di fuori del paese). Oggigiorno, nonostante l'esodo, permane un piccolo nucleo italofono che vive nel centro cittadino.

### Composizione etnica
|          |          |  |        |        |
| -------- | -------- |  | ------ | ------ |
| Croati   | Croati   |  | 51,12% | 51,12% |
| Istriani | Istriani |  | 38,76% | 38,76% |
| Italiani | Italiani |  | 3,37%  | 3,37%  |
| Serbi    | Serbi    |  | 1,68%  | 1,68%  |
| Sloveni  | Sloveni  |  | 1,12%  | 1,12%  |

## Altre notizie

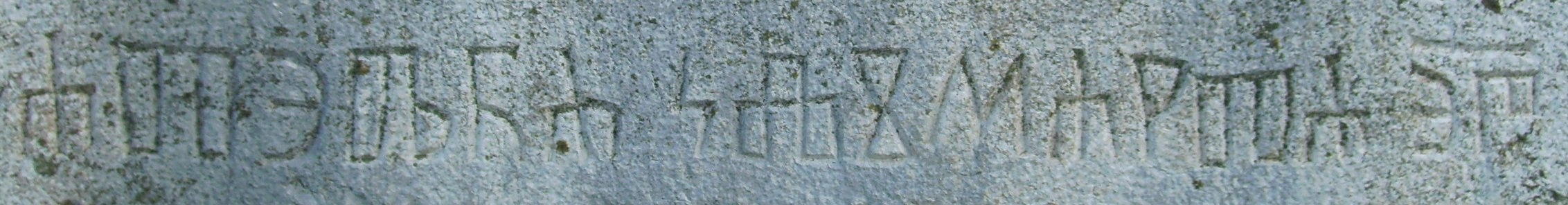
Esempio di scrittura glagolitica

- Su una parete della chiesa di Sant'Antonio si conserva una piccola iscrizione in pietra, il cosiddetto "Alfabeto/Abecedario glagolitico di Rozzo", del XIII secolo.
- Rozzo diede i natali a Juri Žakan, autore del primo libro stampato in croato (il messale del 1483).
- A 7 km da Rozzo si trova Colmo che, con una popolazione di soli 30 abitanti[4], è "la città più piccola del mondo".

## Galleria d'immagini

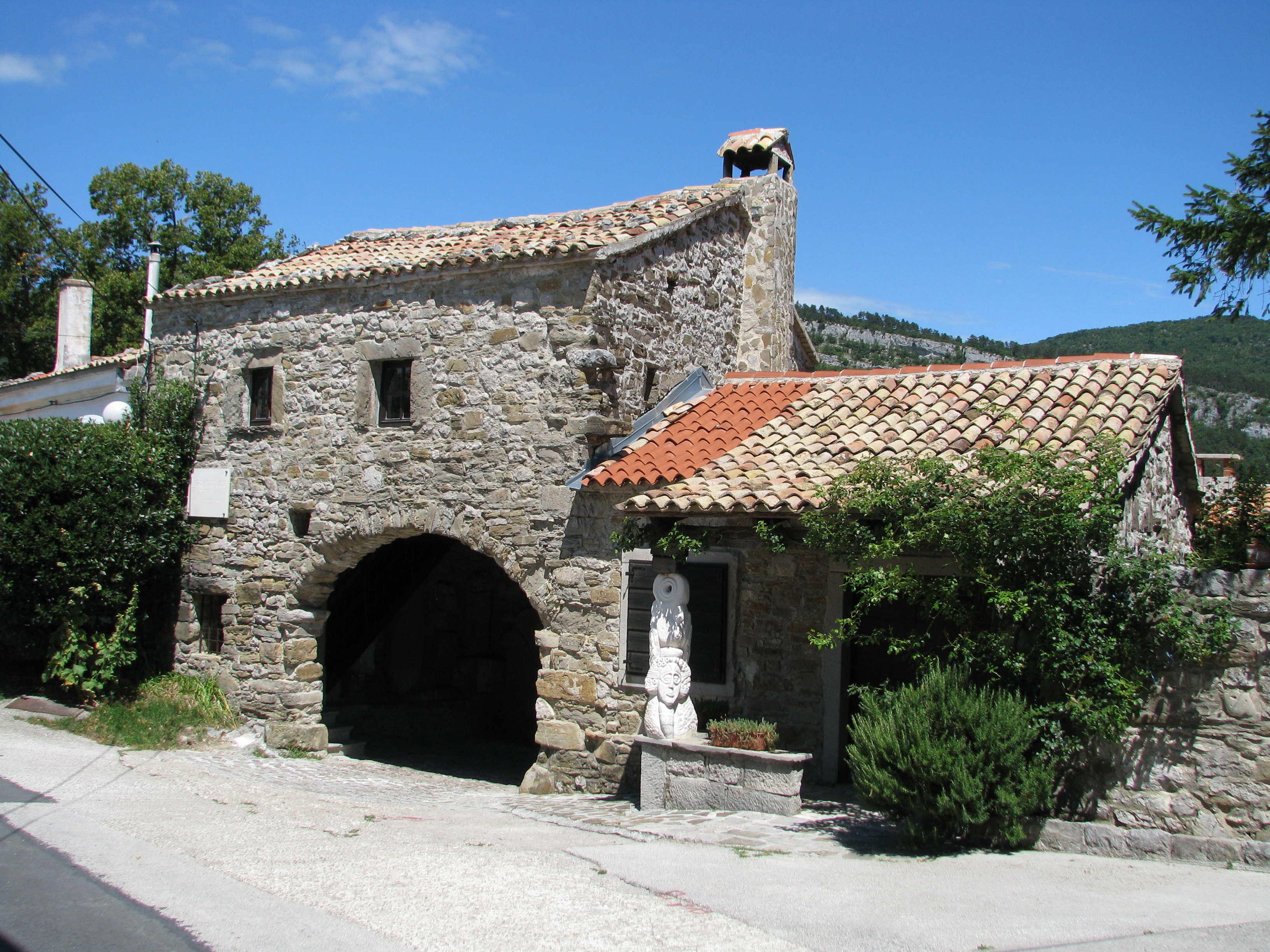
La porta settentrionale del borgo
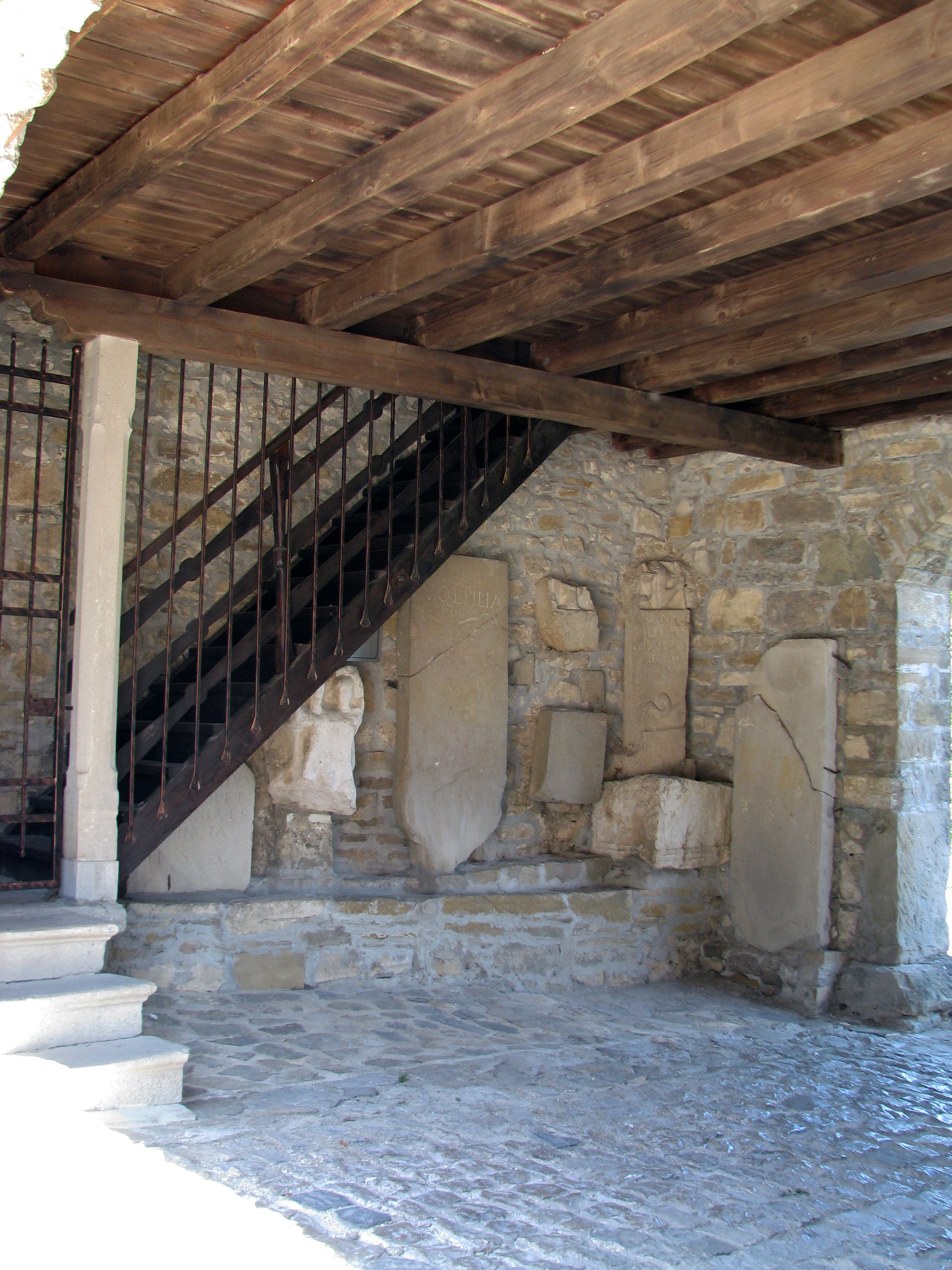
Il lapidario romano, situato all'interno dell'androne della porta nord
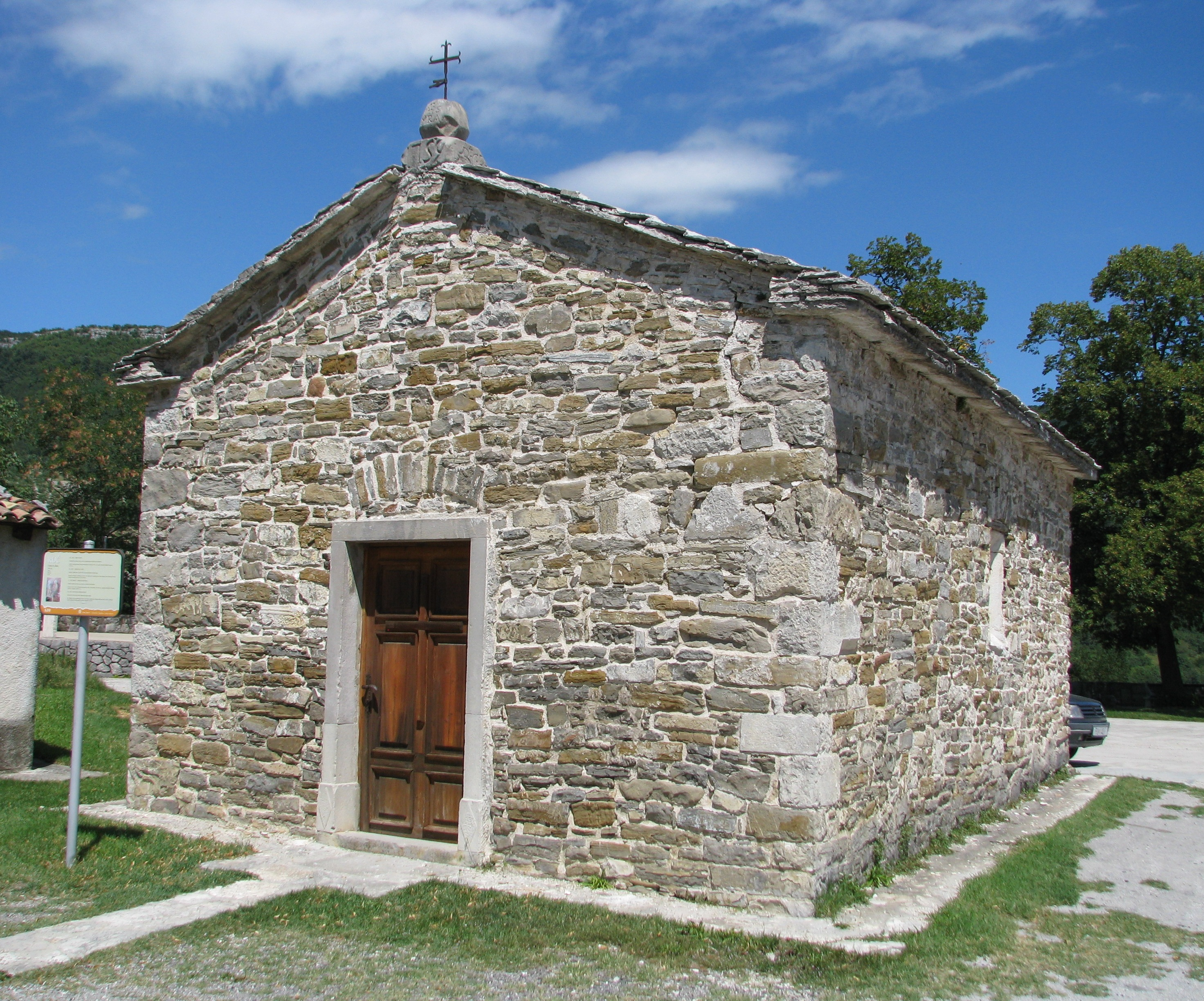
La chiesa romanica di San Rocco, risalente al XIV secolo
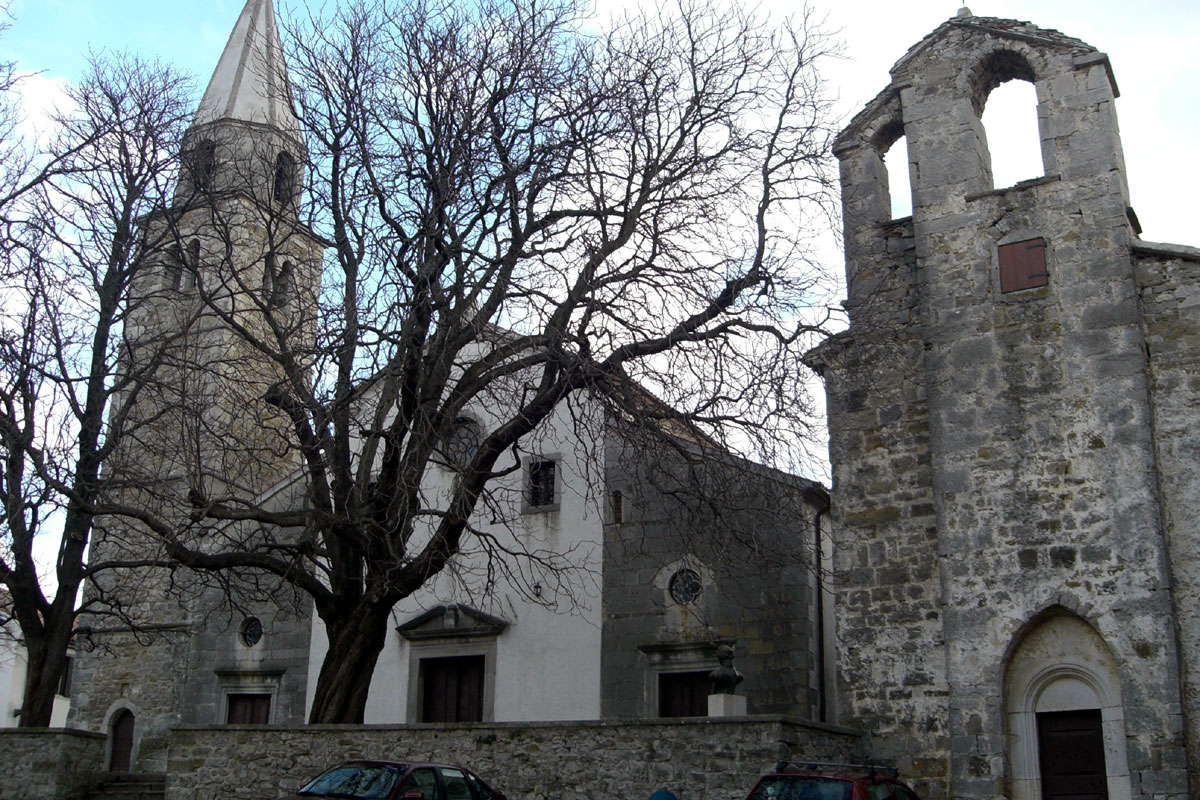
Il duomo dedicato a San Bartolomeo e la chiesa di Sant'Antonio, con la facciata in pietra calcarea